# Agustín Rodríguez (religiós)
Agustín Rodríguez (Madrid, 13 de febrer de 1717-5 de novembre de 1776) va ser un monjo basilià espanyol.
Nascut al barri de la parròquia de San Ginés de Madrid. Va prendre l'hàbit dels basilians el 18 de novembre de 1733 i va professar l'any següent. Va continuar els seus estudis de forma notable i es graduà com a mestre de número ad titulum Cathedræ. Va ser abat del seu convent a Madrid, diverses vegades definidor, entre d'altres dignitats. Fou un gran estudiós de les escriptures, bon coneixedor del grec, deixant escrit un manual d'aprenentatge d'aquesta llengua, conservat al monestir dels basilians, on va morir.